# عبد الرزاق نوفل
عبد الرزاق نوفل (8 فبراير 1917 - 12 مايو 1984)، كاتب مصري.

## حياته ونشأته
ولد في حي عابدين في القاهرة 8 فبراير 1917. وحصل على شهادة البكالوريوس في الزراعة عام 1938م، وكانت لهُ مساهمات فكرية ودعوية إسلامية من أول كتبه «الله والعلم الحديث» صدرت طبعته الأولى في غرة رمضان والذي وافق أول إبريل 1957م، وظل يكتبه وينقحه 18 عامًا، وهو أول كتاب يصدر للربط بين الدين والعلم الحديث، وترجم لمعظم اللغات، ولهُ عدد من المؤلفات، منها القرآن والعلم الحديث، «الإعجاز العددي للقرآن الكريم»، الطريق إلى الله.

## مسيرته
بدأ حياته العملية سكرتيرا عاما للهيئة العامة لشئون التخزين، وتدرج في السلك الوظيفي حتى وصل إلى درجة وكيل وزارة الاقتصاد قبل إحالته للمعاش سنة 1977.

### قصة عجيبة
في حياته قصة عجيبة تؤكد مدى إيمانه منذ مطلع حياته، فقد حدث سنة 1935 أن احتدمت مناقشة حول مادية الإنسان والخلق بالصدفة أثناء دراسته بكلية الزراعة فإذا أحد زملائه الطلبة يتحدى زملاءه ويقول: إذا كان الله موجودا كما تقولون فليتقدم لإثبات وجوده بإرهاق روحي حالاً والآن، أما إذا لم أمت اليوم أو خلال ثلاثة أيام فلنبحث جميعا عن معتقد آخر. ووجم الجميع ونظروا إليه فوجدوه في تمام الصحة والعافية وظل يضحك متحدياً الجميع. وخرج عبد الرازق من الكلية إلى الطريق يذرع القاهرة باحثاً في المكتبات يثبت وجود الله فلم يجد، وذهب إلي الكلية في اليوم التالي، وقد عزم أن يدخل مع هذا الملحد في جدال محوره أن الله لا يمكن أن يكون موضع تحدي عبد من عباده وأذهله أن يسمع أنه مات، ولكن كيف مات هكذا فجأة؟ مات بسبب واهٍ تماما. فقد كان مصاباً بخدشٍ في أذنهِ وخرج من المحاضرة بعد إلقائه لتحديه وذهب إلى حمام السباحة لأنه كان بطل الكلية في السباحة، وتلوث الجرح البسيط من ماء السباحة فمات فوراً. لم يستطع عبد الرزاق نوفل أن يربط بين تحديه وبين الموت ولم يستطع أن ينس أيضا نتيجة هذا التحدي.[محل شك]

## مؤلفاته
كانت لهُ الكثير من المؤلفات ومنها:
- الإعجاز العددي للقرآن الكريم.
- الإعجاز العلمي.
- صنع الله.
- معجزة القرآن.
- الترقيم في القرآن الكريم.
- أسرار الروح.
- آيات في آيات.

## وفاته
توفي في 11 شعبان 1404 هـ الموافق ل 12 مايو 1984م.